# الدوري التشيكوسلوفاكي 1981–82
الدوري التشيكوسلوفاكي 1981–82 هو الموسم 75 من الدوري التشيكوسلوفاكي ‏. أشرف على تنظيمه اتحاد جمهورية التشيك لكرة القدم، وكان عدد الأندية المشاركة فيه 16، وفاز فيه دوكلا براغ.